# Платан кистистый
Плата́н кисти́стый (лат. Plátanus racemósa) — вид цветковых растений из рода Платан (Platanus) семейства Платановые (Platanaceae).
Культивируется как уличное и парковое дерево в США, но мало распространено в Европе.

## Распространение и экология
В природе ареал вида охватывает Северную Америку — от нижнего течения Сакраменто по побережью и внутренним долинам Калифорнии (США) на юг до Сан-Педро-Мартир в Нижней Калифорнии (Мексика).
Произрастает по берегам и долинам рек, в каньонах, поднимается до 1000 м над уровнем моря.
|                         |
|                         |
| Лист и плодовые головки |

## Ботаническое описание
Дерево высотой до 36 м при диаметре ствола 2,5 и неправильно округлой кроной. Чаще всего ствол почти от основания разделяется на несколько вторичных стволов. Кора ствола и сучьев беловатая; молодые ветви плотно-войлочные; годовалые — голые, красновато-коричневые.
Листья в поперечнике 15—25 см, кожистые, сверху ярко-зелёные и блестящие, снизу плотно-бело-войлочные, более чем до середины пальчато-рассечённые на пять (иногда три) овально-ланцетных, острых, цельнокрайных лопастей, в основании усечённые или слегка сердцевидные, часто не опадающие до следующей весны. Прилистники длиной 2,5—3,5 см.
Плодовые головки по две—семь на плодоносе, щетинистые, диаметром около 2 см.
Семянки голые, с округлой верхушкой и длинным остающимся столбиком.

## Таксономия
Вид Платан кистистый входит в род Платан (Platanus) семейства Платановые (Platanaceae) порядка Протеецветные (Proteales).
|  |                                      |  |                                                             |                                                             |                      |  | ещё одно семейство, Лотосовые (согласно Системе APG II) |  |  |                   |                      |
|  |                                      |  |                                                             |                                                             |                      |  |                                                         |  |  |                   |                      |
|  |                                      |  |                                                             | порядок Протеецветные                                       |                      |  |                                                         |  |  |                   | вид Платан кистистый |
|  |                                      |  |                                                             | порядок Протеецветные                                       |                      |  |                                                         |  |  |                   | вид Платан кистистый |
|  | отдел Цветковые, или Покрытосеменные |  |                                                             |                                                             | семейство Платановые |  | род Платан                                              |  |  |                   |                      |
|  | отдел Цветковые, или Покрытосеменные |  |                                                             |                                                             |                      |  | род Платан                                              |  |  |                   |                      |
|  |                                      |  | ещё 44 порядка цветковых растений (согласно Системе APG II) | ещё 44 порядка цветковых растений (согласно Системе APG II) |                      |  |                                                         |  |  | ещё более 5 видов |                      |
|  |                                      |  |                                                             | ещё 44 порядка цветковых растений (согласно Системе APG II) |                      |  |                                                         |  |  |                   |                      |